# Aeropuerto de Tagbilaran
El Aeropuerto de Tagbilaran (en tagalo: Paliparan ng Tagbilaran; en cebuano: Tugpahanan sa Tagbilaran)  (IATA: TAG, ICAO: RPVT) es un aeropuerto que sirve el área general de Tagbilaran, la ciudad capital de la provincia de Bohol en Filipinas. El aeropuerto está clasificado como Clase Principal 1 por la CAAP, un organismo del Departamento de Transportes y Comunicaciones responsable de implementar las políticas en materia de aviación civil para garantizar un seguro, económico y eficiente transporte aéreo, además de manejar las operaciones en todos los aeropuertos a excepción de los aeropuertos internacionales más grandes.
El terremoto de 2013 causó daños en Bohol incluyendo el colapso de un techo en la torre de control . Las operaciones fueron suspendidas durante tres horas, pero más tarde se reanudaron.